# Sasuke Uchiha
Sasuke Uchiha (うちは サスケ, Uchiha Sasuke) é um personagem fictício da série de anime e mangá Naruto criado por Masashi Kishimoto. Na história fictícia da série, Sasuke é membro do clã Uchiha, que era uma habilidosa família de ninjas da Vila Oculta da Folha. Seu objetivo inicial é vingar a destruição de seu clã, matando seu irmão Itachi Uchiha, que assassinou quase todos sozinho. Inicialmente o personagem e descrito como frio, cruel, introvertido e guiado por sua vingança, mas posteriormente cria vínculos de amizades com outros personagens, particularmente com Naruto Uzumaki, quem ele passa a considerar como rival.
Inicialmente Kishimoto não pretendia criá-lo, mas o fez após conversar com seu editor, que o aconselhou para que criasse um rival para o protagonista, Naruto. Ao iniciar sua concepção o autor teve dificuldades para desenhá-lo, mas com o decorrer da obra, aprendeu e começou a apreciar fazê-lo. Na versão animada original seu seiyū é Noriaki Sugiyama e nas versões brasileira e lusitana seus dubladores são Robson Kumode e Peter Michael, respectivamente. No início, Sasuke foi treinado por Kakashi em Konoha. Mas, ao buscar mais poder, ele se aliou a Orochimaru, acreditando que este poderia aprimorar suas habilidades de maneira mais rápida e efetiva.
As publicações especializadas em mangá e anime proporcionaram elogios e críticas à respeito do personagem. Várias delas ressaltaram suas habilidades e atitudes frias, analisando ele como um "rival" estereotipado, semelhante à maioria dos personagens de mangás shōnen. A evolução do personagem foi um dos pontos mais enaltecidos pelos críticos que elogiaram a sua rivalidade com os outras personagens e também o impacto causado por ele no enredo da série. Além disso, Sasuke é um personagem muito popular entre os leitores do mangá, se mantendo nas primeiras colocações das pesquisas de opinião. Aproveitando sua popularidade vários produtos, que incluem desde figuras de ação a pelúcias, têm sido lançados como forma de merchandising.

## Aparições

### Naruto
Sasuke é um membro do Clã Uchiha da Vila Oculta da Folha. Sua família inteira foi assassinada por seu irmão mais velho, Itachi Uchiha, que poupou sua vida, julgando-o como indigno de ser morto. Quando é introduzido na série pela primeira vez ao ser designado ao Time 7 para cumprir diversas missões, demonstra grande indiferença para com seus companheiros. Vendo que suas habilidades extraordinárias são superiores aos de seus colegas, algo que fez com que todos o chamassem de "gênio", ele a princípio se torna relutante em cooperar com Sakura Haruno e Naruto Uzumaki, mas com o tempo passa a achá-los úteis. Durante seus treinos, Sasuke começa a controlar o Sharingan, uma habilidade hereditária de seu clã que se manifesta através dos olhos e permite ao usuário prever os movimentos do adversários e imitar seus jutsus. Embora se contente com uma vida feliz na Vila da Folha, ele nunca permite que sua ambição por mais poder saia de seus pensamentos. Durante as batalhas da primeira parte da série, arrogantemente, testa suas habilidades contra ninjas progressivamente mais fortes, com a intenção de descobrir os pontos fracos delas e saná-los.

Sasuke usando o Chidori no segundo estágio do selo amaldiçoado.

Durante o Exame Chunnin, um exame de graduação ninja, Sasuke encontra Orochimaru, que o manipula e insere nele o selo amaldiçoado, que lhe concede um breve momento de força e velocidade enquanto ativo e que em um nível mais avançado muda drasticamente sua aparência. Kakashi Hatake lhe ensina o Chidori, um conjunto de relâmpagos feitos de chakra e manipulados por sua mão, que lhe serve como um modo de evitar o uso contínuo do selo amaldiçoado, que poderia prejudicá-lo. No entanto, após o breve retorno de Itachi a Vila da Folha e a sua derrota imediata, Sasuke torna-se insatisfeito com o que ele aprendeu como membro do Time 7. Acreditando que Orochimaru seja capaz de lhe dar o poder necessário para matar seu irmão, ele o procura, rompendo seus laços de amizade com o povo da vila. Naruto segue-o em uma tentativa de impedi-lo, e os dois se confrontam. Embora durante a luta tivesse a oportunidade de matá-lo, Sasuke hesita em fazê-lo, e ao invés disso continua a caminho do esconderijo de Orochimaru.
Após dois anos e meio, convencido de que aprendeu tudo o que precisava com seu novo mestre, Sasuke volta-se contra um Orochimaru enfraquecido antes que o mesmo roube seu corpo. Apesar dele tentar tomar seu corpo à força, Sasuke é capaz de reverter o processo, e absorvê-lo. O personagem forma sua própria equipe, "Hebi", para auxilá-lo na busca por Itachi. Quando eles conseguem encontrá-lo, Sasuke o enfrenta sozinho. Durante o confronto, antes de morrer, Itachi remove do corpo de Sasuke o selo amaldiçoado e Orochimaru. Após a batalha, ele é capturado por Tobi, que revela que Itachi só assassinou seu clã, pois estava sob ordens dos comandantes da Vila da Folha e que o poupo por amor e que, posteriormente, permitiu que ele o matasse.
Entristecido com tal revelação, se reúne com os membros de sua equipe, e a renomeia como "Taka", mudando seu objetivo, que agora é se vingar de sua antiga vila. A morte de seu irmão também proporciona que ele alcance um novo estágio do Sharingan, o Mangekyo Sharingan, o que lhe permite realizar uma de suas mais poderosas técnicas. Neste meio tempo, Sasuke concorda que seu grupo trabalhe com a Akatsuki em prol da captura do hospedeiro do bijuu de oito caudas, Killer Bee, que quase mata a todos e consegue escapar. Então junto de seu grupo decide que irá matar Danzou Shimura, um dos responsáveis pelo massacre de seu clã e o atual sexto Hokage. Após matar Danzou, ele se depara com o Time 7. Após um breve confronto, ele e Naruto concordam em ter uma batalha final na Vila da Folha e, para se preparar, deixa que Tobi faça o transplante dos olhos de Itachi para aperfeiçoar seu Mangekyo Sharingan já que este estava lhe causando cegueira. Após sua recuperação, Sasuke parte para cumprir seu objetivo.
Depois de ajudar Itachi, que foi revivido, a parar o exército de Kabuto Yakushi, Sasuke decide investigar mais sobre seu clã para saber o que ele deve fazer em seu futuro. Para isso, ele revive Orochimaru e reanima as únicas pessoas que podem lhe dar respostas: os quatro primeiros Hokage. Após descobrir que a morte do seu clã resultou das ações de Tobirama Senju, o segundo Hokage, Sasuke faz diversas perguntas a Hashirama Senju, o primeiro Hokage. Depois de ouvir a história do próprio Hashirama e Madara Uchiha, ele decide que protegerá a vila e não deixará que a morte do seu irmão seja em vão, indo para o campo de batalha.

### Boruto
No mangá spin-off de Naruto, Naruto: O Sétimo Hokage e a Primavera Escarlate e o anime Boruto: Naruto Next Generations (2017), Sasuke deixa Konohagakure algum tempo após o nascimento de Sarada em uma missão secreta para investigar uma possível ameaça relacionada a Kaguya, viajando pelo mundo e pelas dimensões de Kaguya em busca de pistas, ajudando outras aldeias em segredo. No anime Boruto, Sasuke retorna brevemente à sua vila antes do início do arco e pede a Naruto para pedir desculpas a Sakura. Ele se junta a Naruto para se opor ao ex-sujeito de teste de Orochimaru, Shin, que leva o sobrenome Uchiha por conta própria enquanto tenta vingar Itachi e reviver a Akatsuki para acabar com a paz. Depois de derrotar Shin e seus filhos clones, Sasuke se une a sua filha pela primeira vez e retoma sua missão. Um romance de Jun Esaka se concentra no trabalho de Sasuke em sua aldeia, onde ele substitui Konohamaru Sarutobi como líder do time de Boruto, Sarada e Mitsuki.
Em Boruto: Naruto the Movie, também abordado no mangá e no anime de Boruto, Sasuke retorna a Konohagakure para alertar Naruto sobre a ameaça representada pelos parentes de Kaguya, Momoshiki Otsutsuki e Kinshiki Otsutsuki, que procuram o chakra da besta com cauda para o seu fim. Ele conhece o filho de Naruto, Boruto, e se torna o mentor do garoto, uma vez fazendo com que ele aprenda a usar o Rasengan (螺旋丸, lit. Esfera de Chakra Espiral) de seu pai. Quando os membros Otsutsuki sequestram Naruto durante o Exame Chunin, Sasuke é acompanhado por Boruto enquanto ele e os Kage — os líderes das aldeias ninjas - viajam para o planeta de Momoshiki para salvar Naruto. Sasuke então ajuda Naruto e Boruto a derrotar Momoshiki, que absorve Kinshiki para aumentar seu poder. Após a derrota de Momoshiki, Sasuke percebe que o inimigo colocou um selo em Boruto. O anime tem Sasuke procurando Urashiki Otsutsuki ao lado de Gaara. No mangá, Sasuke viaja mais tarde para um esconderijo Otsutsuki, onde encontra registros no clã, que incluem alguns de seus membros que vieram ao seu mundo, aprendendo que o líder da Kara, Jigen está de alguma forma conectado a Kaguya. Ele ajuda Naruto contra Jigen, mas os ninjas de Konohagakure são esmagados em combate e Sasuke é forçado a fugir de volta para Konoha, pois Naruto é selado pelo inimigo.

### Em outras mídias
Sasuke fez muitas outras aparições fora do mangá e do anime Naruto. Ele apareceu em todos os OVAs da série, ajudando Naruto e Konohamaru Sarutobi a encontrar um trevo-de-quatro-folhas no primeiro, escoltando junto de sua equipe um ninja chamado Shibuki até sua aldeia e o ajudando a lutar contra um ninja renegado no segundo, participando de um torneio no terceiro, lutando ao lado de Naruto contra Kakashi no quarto, resgatando um homem perdido na floresta junto do Time 7 no quinto, e ainda no sexto onde encontra um gênio que pode realizar três desejos. Além dos OVAs também esteve presente em dois filmes da série, fazendo uma breve participação no primeiro filme e também estando presente no segundo filme de Naruto Shippuden.
Sasuke é um personagem jogável em quase todos os jogos de Naruto, que incluem a série Clash of Ninja e Ultimate Ninja. Em alguns desse Video games, é possível desbloquear e jogar com ele com o selo amaldiçoado ativado. Devido ao fato de não aparecer nos primeiros capítulos e episódios de Naruto Shippūden, ele também não está presente nos jogos baseados na segunda parte do mangá até novamente voltar a aparecer em Gekitou Ninja Taisen EX 2. Além de jogos da própria série, Sasuke também está presente em jogos onde ocorrem crossovers entre os personagens de diferentes mangás, como Battle Stadium D.O.N, Jump Super Stars e Jump Ultimate Stars.

## Criação e concepção

Apesar das dificuldades em desenhá-lo, Kishimoto apreciou criar Sasuke visando fazê-lo parecer atraente, principalmente na segunda parte da série.

Durante a criação do mangá Naruto, Masashi Kishimoto não tinha a intenção de criar Sasuke. Depois de comentar com seu editor sobre o futuro da série, foi aconselhado a criar um personagem rival para o protagonista da série, Naruto Uzumaki, o que resultou em sua criação. Para saber mais sobre como criar uma rivalidade efetiva, o autor começou a ler uma variedade de mangás diferentes para recolher ideias sobre o que constitui a mesma, e após isso juntou todos esses elementos. Devido ao fato de Sasuke estar destinado a ser o oposto de Naruto, Kishimoto tem sempre o cuidado de não torná-lo muito emocional. Com Sasuke sendo um "gênio legal", o autor comentou que sente que criou uma "rivalidade ideal". Quando o personagem causou uma mudança drástica na trama, se tornado um dos antagonistas da série, o mangaká comparou Naruto e Sasuke com yin e yang devido as suas notáveis diferenças. Ele também mencionou que, como resultado disso, quando um dos dois evolui na série, ele garante que o outro também progrida.
Para introduzir o personagem na história, Kishimoto havia pensado em criar um capítulo que antecederia a criação do Time 7, onde Naruto havia acabado de se tornar um ninja. No entanto, esta possibilidade foi posteriormente cancelada e Sasuke foi introduzido junto do Time 7, ainda mantendo as mesmas características e a sua rivalidade com Naruto. As inspirações para o nome do personagem vem do mangá homônimo de Sanpei Shirato, uma série que Kishimoto gostava, além de Sarutobi Sasuke, um ninja fictício de histórias infantis japonesas. Além disso, o autor disse que foi influenciado pela criação de Yoshihiro Togashi, o personagem Hiei de YuYu Hakusho, afirmando que o mesmo serviu de referência para a criação do personagem e de seu Sharingan.
O design de Sasuke trouxe inúmeros problemas a Kishimoto e segundo ele esse foi o personagem que lhe gerou mais trabalho entre todos que já havia criado. Pelo fato dele não ter uma ideia pré-concebida de com o que o rosto do personagem deveria se parecer, seus primeiros esboços levaram-no a criar um personagem de aparência muito velha comparando com Naruto, que deveria ter a mesma idade que ele. Uma vez terminada a concepção de sua face, o autor começou a criar suas vestimentas. Nos primeiros desenhos de Kishimoto, havia vários colares e laços em torno dos braços e pernas dele, segundo ele resultado de um hábito que ele tem de proporcionar aos personagens o máximo de ornamentos possíveis. Percebendo que não poderia desenhar um personagem tão complexo em uma revista de publicação semanal, ele simplificou o projeto e criou as roupas de Sasuke em contraste com o traje de Naruto.
Para Kishimoto, Sasuke continua a ser o personagem mais difícil que ele tem que desenhar. Enquanto desenha, erros e infortúnios geralmente resultam no envelhecimento de sua aparência, resultado da inexperiência do mangaká em desenhar personagens mais jovens. O cabelo do personagem, originalmente era curto para que o autor pudesse poupar tempo, mas com o passar da série lentamente ele se tornou maior, o que consequentemente tem aumentado a quantidade de tempo necessário para desenhar Sasuke. Durante a metade da primeira parte da série, Kishimoto desenhou um novo traje para Sasuke que apresentava inúmeros cintos amarrados em torno de seus braços e pernas. No entanto, por conta do tempo que ele levava para desenhá-los, desistiu da ideia e preferiu fazer Sasuke com suas roupas habituais. Apesar do tempo e energia gastos durante o desenho do personagem, Sasuke se tornou o personagem que ele mais gosta desenhar.
Enquanto desenhava a aparência de Sasuke na segunda parte, o principal objetivo do autor era fazê-lo parecer "legal". Para isto, ele tentou colocar vários acessórios, como Shimenawa envolta de seu corpo para preservar o estilo das roupas de Orochimaru, de quem no momento em que a série estava ele era aprendiz. Ele também fez outras tentativas como fazer com que ele usasse gola rolê e uniforme militar para que parecesse mais "limpo". No entanto, ele acabou optando por vestimentas no estilo japonês.

## Recepção
Em todas as enquetes oficiais de popularidade da Weekly Shōnen Jump, Sasuke esteve entre os cinco melhores colocados. Embora, inicialmente tenha alternado entre o terceiro e o quarto lugar, ele ficou em primeiro em duas oportunidades. Em uma entrevista Yuri Lowenthal, responsável pela voz do personagem na versão em inglês, afirmou que para ele é um honra dublar tal personagem devido à grande quantidade de candidatos durante a audição para o papel, mas também observou que há grande um estresse associado ao seu trabalho, devido aos fãs serem altamente críticos quanto a qualquer desvio ou erro cometido durante a dublagem. Ele também comentou que sua primeira impressão do personagem era o de "um cara sério dedicado à seus treinos", mas mais tarde passou a apreciá-lo por saber da dor que Sasuke sofreu e de sua história. Vários tipos de mercadorias com a aparência de Sasuke tem sido lançadas, essas incluem pelúcias de como ele aparece na primeira e na segunda parte do mangá, chaveiros e figuras de ação.
Diversas publicações especializadas em anime, mangá, video games, e outras mídias relacionadas analisaram o personagem e deram críticas tanto positivas quanto negativas. O portal de entretenimento, IGN, qualificou Sasuke como "um garoto emo" devido a sua personalidade séria e fria, o que dificultava encontrar alguma simpatia na personagem. Joe Donson do site de games, GameSpot, exaltou as habilidades e classificou o personagem como um "badass", embora tenha repetido os comentários feitos pela IGN sobre sua personalidade. O site sobre animes, T.H.E.M. Anime Reviews, notou que Sasuke se encaixa do molde de um "rival" estereotipado visto em vários outros mangás shōnen, e o classificou, juntamente das outras personagens como não sendo simpático. Em contrapartida, Dani Moure do portal de entretenimento, Mania Entertainment, elogiou o fato de que Naruto e Sasuke são obrigados a trabalharem juntos, apesar de sua rivalidade. A relação entre os dois foi apreciada por Moure devido ao fato deles estarem sempre competindo entre si, mas ao mesmo tempo, observou-se que "o dois se unem quando necessário". Embora, Carl Kimlinger do site de cultura otaku, Anime News Network, tenha percebido que o estilo de luta de Sasuke durante o Exame Chunin era "pura ação", ele também cravou que parte disso se dá por conta da influência de Orochimaru que mantém a alta tensão. Em outra análise, Kimlinger comentou que embora o personagem precisasse ser mais explorado, enquanto ele fugia da Vila da Folha, ele criticou que não eram necessários tantos flashbacks longos sobre seu passado durante sua luta contra Naruto. A luta seguinte entre os dois foi ressaltada como sendo uma das mais emocionantes da série, não somente pela táticas utilizadas por ambos, mas também por ser uma forma de mostrar o crescimento da rivalidade e amizade entre eles, o que proporcionou cenas emocionantes para os fãs.
Sasuke na segunda parte do mangá Naruto recebeu mais elogios do que na primeira. Por exemplo, Park Cooper do site sobre mangás, Manga Life, destacou em sua análise as novas habilidades do personagem e sua luta com Orochimaru, que ele classificou como uma rápida "mudança na natureza das coisas". Sua reintrodução no segundo arco da série foi tão importante que a pré-estreia de sua versão para televisão, Naruto Shippuden, começou com tal cena. A personalidade do personagem nesta parte, não totalmente diferente da série original, proporcionou cenas interessantes graças à sua atitude mais calma porém irritada, bem como sua conversa com a raposa de nove caudas que prenunciava eventos futuros. A luta final de Sasuke contra Itachi foi comentada por Casey Brienza do Anime News Network como sendo "épica" pela forma como ocorreram a morte e as revelações sobre a vida deste último e de como estas afetaram a personalidade e o modo como Sasuke via seu irmão.
Sasuke continuou a receber elogios após o final da série Naruto. Os roteiristas consideraram suas cenas de luta em Boruto: Naruto the Movie e, em particular, seu trabalho em equipe com Naruto como as melhores partes do filme, com sua série de televisão também recebeu críticas aclamadas ao ponto de achar tão atraente quanto a luta final do Shippuden entre Sasuke e Naruto. Uma avaliação semelhante foi feita da caracterização de Sasuke como adulto; Chris Beveridge, do The Fandom Post, aprovou sua nova personalidade. Os críticos também comentam que Sasuke havia se tornado mais cuidadoso com sua filha, e disseram que o anime Boruto havia desenvolvido Sasuke como pai e marido e solidificaram seu relacionamento com sua esposa, Sakura, apesar de sua falha na interação com sua família devido à sua missão de parar os seguidores de Kaguya, a fim de reparar suas ações passadas e proteger sua cidade natal no processo. A interação de Sasuke com Boruto também recebeu elogios da Anime News Network por seu apoio ao aluno quando Boruto está deprimido com o desaparecimento de seu pai e Sasuke o incentiva a se juntar à equipe de resgate para encontrá-lo.
Os estudiosos também analisaram o personagem. De acordo com um estudo das habilidades dos leitores em prever tipos de personagens com base em pistas físicas, Sasuke foi classificado como um tipo de personagem INTJ (Myers-Briggs), fazendo dele um insulto para Naruto. Rik Spanjers considerou trágica a dissimilaridade de Sasuke com Naruto, mas escreveu que o contraste entre as abordagens dos protagonistas do mundo era fundamental para o enredo: "A força de Naruto cresce à medida que ele ganha mais entes queridos para proteger, enquanto Sasuke permanece sozinho e é cada vez mais absorvido por sua busca por vingança ". De acordo com a acadêmica Amy Plumb, as referências de Kishimoto à mitologia japonesa em Naruto, incluindo o símbolo heráldico do clã de Sasuke — um leque conhecido como uchiwa — adicionam camadas à história e a capacidade de Sasuke de 'soprar' a influência da Raposa de Nove Caudas em Naruto assemelhava-se ao uso mitológico do leque para dissipar o mal. Beatriz Peña viu o antagonismo de Sasuke na série como resultado do tema da guerra frequentemente mostrado ao longo da história, com os Uchihas sendo massacrados devido a uma possível guerra civil contra Konohagakure, que expandiu a conexão entre ele e Naruto.